# 森本登志男
森本 登志男（もりもと としお、1962年〈昭和37年〉 - ）は日本の情報技術者。

## 略歴
出典 : 
- 1981年（昭和56年） - 岡山県立岡山芳泉高等学校
- 1986年（昭和61年） - 京都大学工学部合成化学科卒業
- 1986年（昭和61年） - 宇部興産（現・UBE）入社
- 1990年（平成2年） - ジャストシステム入社
- 1995年（平成7年） - マイクロソフト（現・日本マイクロソフト）入社
- 1999年（平成11年） - Microsoft Corporation（米国）勤務
- 2002年（平成14年） - マイクロソフト事業計画室長
- 2005年（平成17年） - 同社 市場開発部長
- 2009年（平成21年） - 同社 公共営業本部 自治体営業部 シニアマネージャー
- 2011年（平成23年） - 佐賀県最高情報統括監
- 2016年（平成28年） - 岡山県特命参与（情報発信担当）
- 2022年（令和4年） - 北海道旭川市最高デジタル責任者（CDO）

## 人物
マイクロソフト時代は、本務の傍ら、週末地域活性化プロデューサーとして、上勝町ICT戦略検討委員会アドバイザー、秋田県産業サポータークラブ、ふくいブランド大使などを歴任。
2011年度（平成23年度）より、佐賀県の最高情報統括監(CIO)に就任。ICT活用の観点から県庁経営に参画し、県庁や県内の情報化を統括するとともに、ICTを活用した県庁全体の業務改革の推進を担う業務に取り組んでいる。最高情報統括監としての業務に従事する一方で、平日の終業後や週末の多くの時間をCSO活動に費やしている。主な活動としては、佐賀県で活動をしている様々な団体やグループをfacebookなどのSNSを利活用してネットワーク化。佐賀県内各地でCSO活動や地域活性化に関する講演活動を行っている。

## 主な公職
- 総務省『高齢者・障害者のICT 利活用の評価及び普及に関する検討会』委員
- 総務省地域情報化アドバイザー